# إدغار دانيال غونزاليس
إدغار دانيال غونزاليس (بالإسبانية: Édgar González)‏ هو مدرب كرة قدم ولاعب كرة قدم باراغواياني في مركز الوسط، ولد في 4 أكتوبر 1979 في أسونسيون في باراغواي. شارك مع منتخب باراغواي لكرة القدم. أما مع النوادي، فقد لعب مع أليانزا ليما وأوليمبيا أسونسيون وإستوديانتيس دي لا بلاتا وسيرو بورتينيو ونادي غواراني.

## وصلات خارجية
- إدغار دانيال غونزاليس على موقع الاتحاد الدولي (مؤرشف)  (الإنجليزية)
- إدغار دانيال غونزاليس على موقع قاعدة بيانات كرة القدم.إي يو (الإنجليزية)
- إدغار دانيال غونزاليس على موقع ناشيونال فوتبول تيمز (الإنجليزية)